# Michèle Béryl
Pour les articles homonymes, voir Béryl (homonymie).
Michèle Béryl, nom de scène de Gabrielle Odette Boyet, est une actrice française née le 23 août 1904 dans le 14e arrondissement de Paris et morte le 12 août 1982 à Sète.

## Filmographie
- 1933 : Le Cas du docteur Brenner de Jean Daumery : Anna
- 1934 : L'Amour qu'il faut aux femmes d'Adolf Trotz : une jeune fille
- 1935 : La Rosière des halles de Jean de Limur
- 1936 : Bichon de Fernand Rivers : Loulou
- 1937 : La Fessée de Pierre Caron : Solange
- 1938 : Les Femmes collantes de Pierre Caron : Monique
- 1938 : Monsieur Coccinelle de Dominique Bernard-Deschamps : la vendeuse